# Domingão do Faustão
Domingão do Faustão foi um programa brasileiro de auditório, produzido e exibido pela TV Globo de 26 de março de 1989 a 13 de junho de 2021. Foi apresentado por Fausto Silva, exceto no último programa, que teve apresentação de Tiago Leifert.
Teve inicialmente direção de criação e artística de Augusto César Vanucci e direção geral de Detto Costa; já passaram pela direção de produção Marcelo Paranhos, Carlos Henrique de Cerqueira Leite, Aluísio Augusto e Jayme Praça. Até o último programa, contou com a direção geral de Beto Silva, direção artística de Jayme Praça e gerência de produção de Roberto Ribeiro Costa.

## História

### O início (1989-1995)
O Domingão do Faustão estreou na TV Globo no dia 26 de março de 1989, precisamente às 14h55min, logo depois do Grande Prêmio do Brasil de Fórmula 1 e num domingo de Páscoa, comandado por Fausto Silva, recém-saído da Rede Bandeirantes. O programa foi criado para frear a audiência do Programa Silvio Santos (SBT), até então líder de audiência nas tardes de domingo, cumprindo o objetivo em pouco tempo.
Desde seu início, o programa contava com uma banda musical que toca ao vivo, e a turma do charme nos primeiros anos, que depois viria ser substituída por um grupo de dançarinas, na Academia do Faustão. Há também entrevistas com atores da emissora e cantores, assim como atrações populares em vários quadros. Ao fim, ia ao ar as tradicionais videocassetadas.
Por questões contratuais, a geração do programa se dividia entre a Rio de Janeiro e a São Paulo, assim facilitando o recebimento de convidados ilustres que residiam em ambas as cidades. Mas a partir de janeiro de 2015 o Domingão passou a ser gerado somente de São Paulo a pedido de Faustão.
Até 1993 o programa terminava às 19h e, a partir de então, passou a ter uma hora a mais de duração devido à extinção do Festival Os Trapalhões.
Em 1995 foi criado o quadro Melhores do Ano, que premiava os artistas que fizeram mais sucesso na teledramaturgia, jornalismo, comédia, música e esportes na TV Globo. Até 2002, os vencedores eram escolhidos por funcionários da própria emissora, mas a partir da edição daquele ano, estes indicavam três finalistas, os quais eram submetidos à votação do público, que escolhia o vencedor de cada categoria.

### Guerra pela audiência e reação (1996-2001)
Em 1997 a audiência do programa passou a ser ameaçada pelo Domingo Legal (SBT), apresentado por Gugu Liberato, chegando inclusive a perder a liderança em outubro. Nos anos seguintes, a disputa passou a empatar e monopolizar a audiência entre ambos os programas, com até 60% contra as outras redes.
No início dos anos 2000, Gugu tomou a liderança absoluta do programa, rareando cada vez mais as lideranças da Globo, fazendo com que a emissora começasse a intervir no programa que não apresentava mudanças desde sua estreia: tentaram programa gravado, mas tanto a imprensa como a opinião pública criticaram duramente o programa. Em 2000, a direção do Domingão do Faustão comunicou o mercado fonográfico de que não mais levaria ao programa cantores e bandas que tivessem participado do Domingo Legal do SBT. A medida chocou as gravadoras, mas nenhuma se atreveu a se pronunciar publicamente sobre o assunto.
Em 2001, uma produtora do "Domingão" foi demitida. A TV Globo teria gravações de conversas telefônicas em que a profissional passaria informações, nos intervalos, sobre o que iria ao ar no bloco seguinte do "Domingão" para Roberto Manzoni, diretor do Domingo Legal.
Depois da queda de audiência durante o fim dos anos 90 e início dos anos 2000, o programa começou a reagir aos poucos com suas mudanças. Porém, outras emissoras começam a dificultar a audiência da dupla Faustão-Gugu, exibindo filmes e esportes. Mas o Domingo Legal se envolveu em um escândalo em 2003 quando levou ao ar uma entrevista forjada com a facção PCC, e o programa da Globo e o recém-criado Pânico na TV, da RedeTV!, foram favorecidos.

### De volta à liderança (2002-2009)

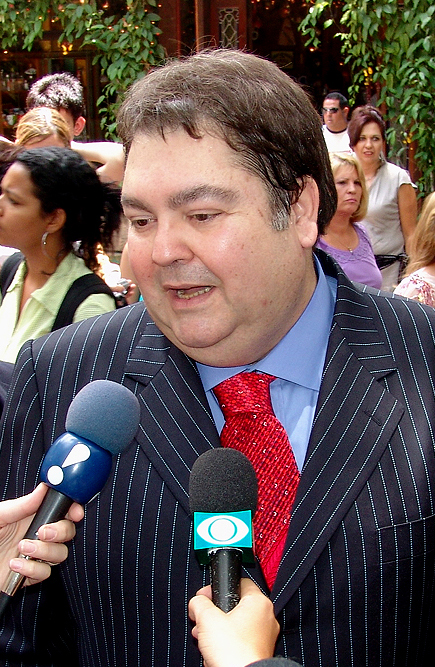
Faustão, em 2005

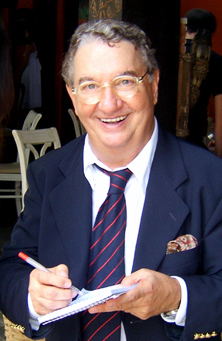
O músico Caçulinha, diretor musical do programa

A partir de 2004, o Domingão do Faustão demonstrou várias vitórias seguidas contra o Domingo Legal, que chegou a ser ameaçado apenas pela RedeTV! (com o Pânico na TV) e a Band (com o futebol).
Em 2008, um especial marcando as mil exibições do programa foi levado ao ar e mereceu destaque na Revista Veja. Em 2009, o programa completou 20 anos com a realização da premiação dos Melhores do Ano 2008 (propositalmente adiada). Além da premiação, foram anunciadas novidades na programação da emissora. Em dezembro, Adriana Colin (responsável pelo merchandising), Caçulinha (diretor musical da banda) e Lucimara Parisi (diretora do programa) deixaram o programa por conta da rescisão de seus contratos.

### Perda de audiência (2010-2020)
Em 2010, os programas Domingo Espetacular (Record) e Programa do Gugu (Record) representaram uma nova ameaça para o Domingão do Faustão, que chegou a ser derrotado em várias regiões brasileiras, em destaque na Grande SP (a medição do IBOPE na Grande SP é a principal referência no mercado publicitário). Gugu voltava a ameaçar Faustão.
Em 2011, o Domingão marcou média de apenas dez pontos no IBOPE Media Information na Grande SP. Em alguns momentos do dia, Faustão chega a perder para Record e SBT.
No dia 17 de abril de 2016, pelo primeiro domingo desde a estreia, o programa não foi exibido, em função da votação da admissibilidade do processo de impeachment da presidente Dilma Rousseff.
Em 19 de maio de 2019, Faustão sugeriu que o Domingão poderia estar perto do fim. Durante a exibição do quadro Arquivo Confidencial, o apresentador comentou que "O dia que o programa acabar, e esse dia não está longe, eu revelo os verdadeiros bastidores do 'Arquivo Confidencial''.
Em 15 de março de 2020, a atração não teve a presença da plateia pela primeira vez em 31 anos por conta das medidas impostas pelas emissoras brasileiras de prevenção ao COVID-19. Logo depois, passaram a ser exibidas reprises dos melhores momentos do programa, além do uso de chroma key pelo apresentador para os merchandising.
Após cinco meses exibindo apenas reprises, o Domingão volta a ter episódios inéditos a partir de 23 de agosto de 2020. Porém, se adequando as medidas de segurança tais como o distanciamento social entre o apresentador e os convidados, plateia virtual e a redução no número de bailarinas que passam a ser revezadas em 15 integrantes por programa, além do uso obrigatório de máscara.

### Saída de Fausto Silva e o fim do programa (2021)

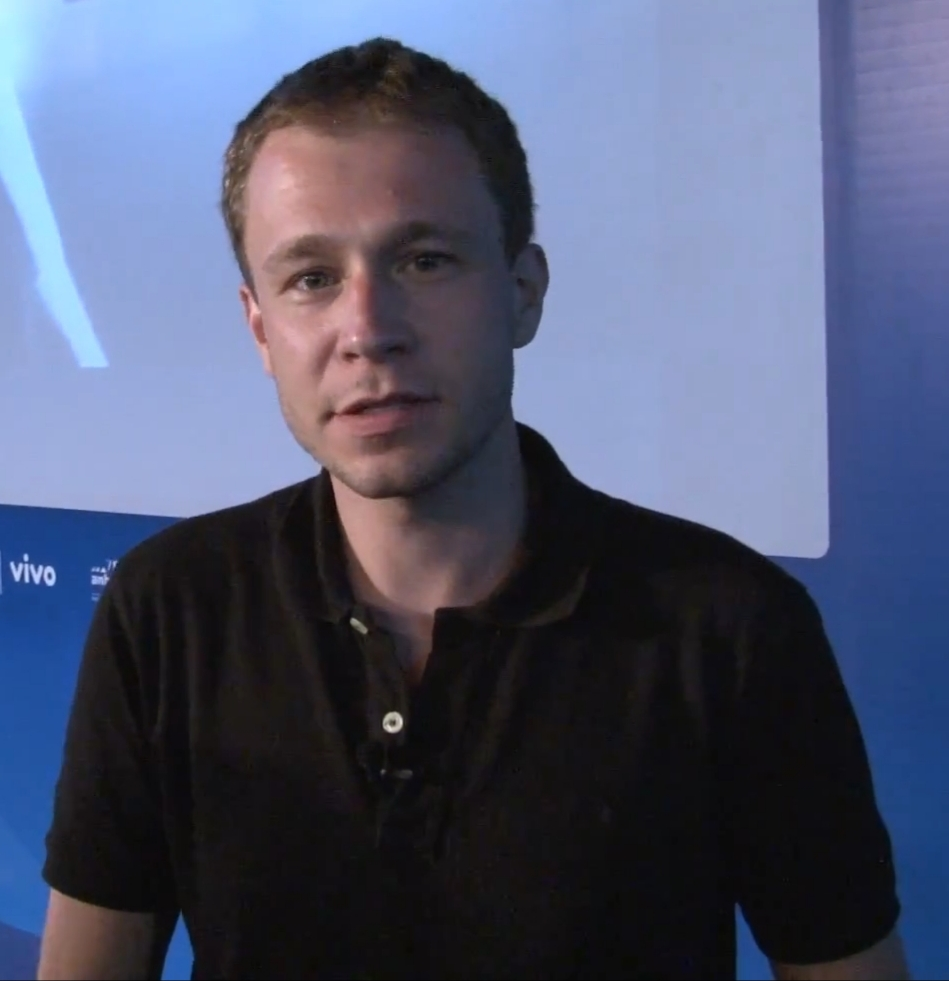
Tiago Leifert substituiu Faustão nas últimas semanas do programa

Em 25 de janeiro de 2021, o colunista Lauro Jardim anunciou que o programa sairia do ar em dezembro. A direção da Globo propôs criar uma atração com Fausto Silva às quintas-feiras, mas o apresentador preferiu não aceitar. Essa decisão encerra um ciclo de 32 anos na emissora.
Em 13 de junho de 2021 o programa não foi apresentado pelo seu titular, pela primeira vez na história, devido a um tratamento de uma infecção urinária. Excepcionalmente, a edição foi apresentada por Tiago Leifert. No dia 17, é comunicada a saída antecipada de Fausto Silva, fazendo com que Leifert ficasse a frente do programa até o mês de dezembro. O nome Domingão do Faustão deixou de ser utilizado a partir de então, marcando assim o fim da atração, sendo apresentado apenas o quadro Dança dos Famosos como um programa independente.
Um novo programa estrearia em 5 de setembro, apresentado por Luciano Huck, com o título de Domingão com Huck, tendo sido mantido inicialmente o quadro Show dos Famosos do antigo programa. A estreia foi marcada por algumas gafes do apresentador e falhas de edição. Logo depois, o quadro Dança dos Famosos e a premiação Melhores do Ano passaram a fazer parte do novo dominical.
Em 13 de dezembro de 2021, a Globo decidiu retirar as íntegras do programa no GloboPlay, restando apenas alguns trechos do programa.

## Créditos

### Elenco
| Nome                  | Ano       |
| --------------------- | --------- |
| Stella Freitas        | 1989-1992 |
| Pedro Cardoso         | 1989-1992 |
| Bailarinas do Faustão | 1994-2021 |

### Direção geral
| Ano       | Nome                   |
| --------- | ---------------------- |
| 1989      | Augusto César Vannucci |
| 1989-1998 | Detto Costa            |
| 1998-1999 | Roberto Talma          |
| 1999-2000 | Alberto Luchetti Neto  |
| 2000      | Maurício Tavares       |
| 2000      | Boninho                |
| 2000-2001 | Luiz Gleiser           |
| 2001-2002 | Luiz Nascimento        |
| 2002-2003 | Maurício Sherman       |
| 2003-2006 | Ângela Sander          |
| 2006-2017 | Jayme Praça            |
| 2017-2021 | Henrique Matias        |

### Empresas de produção
- Teatro Fênix (1989-1999)
- Estúdios Globo (2000-2015)
- TV Globo São Paulo (2000-2021)

## Audiência
Na época da estreia do programa, o Programa Silvio Santos, apresentado pelo proprietário do SBT, ultrapassava os 60 pontos em algumas afiliadas do SBT nas tarde e noite de domingo. Em poucos meses, Faustão consegue frear Silvio Santos e lhe toma a liderança.
Oito anos na liderança absoluta se passaram e o Domingo Legal, em formato semelhante, começou a incomodar Faustão e em pouco tempo fez a Globo devolver a liderança das tarde e noite de domingo ao SBT. Ao mesmo tempo que a Globo era vice, Record e Band mudam a programação e diminuem a audiência da dupla Faustão-Gugu em menos de 50 pontos.
No início dos anos 2000, Faustão e Gugu dividem a audiência mas não a mesma que tinham nos últimos anos. Porém, na segunda metade dos anos 2000, com o declínio do Domingo Legal e a ascensão da RedeTV!, o programa conquistou novamente a até então impossível liderança dos domingos. O SBT não pôde mais reivindicar a liderança das tardes e noites de domingo, mas Gugu sim: trocou o SBT pela Record e, junto ao Domingo Espetacular, voltou a incomodar Faustão.

## Controvérsias
No dia 8 de setembro de 1996, o programa exibiu por 37 minutos o caso do órfão Rafael Pereira dos Santos, portador da síndrome de Seckel — que causa uma forma aguda de nanismo primordial. Exibido como uma aberração, seria ridicularizado pelo apresentador e por integrantes do grupo humorístico Café com Bobagem, por conta de sua aparência física (possuía apenas 87 centímetros de altura, 8 quilos e idade mental de uma criança de 3 anos, embora tivesse 15 anos de idade), tendo inclusive sido obrigado a imitar o cantor Latino, presente no referido programa (recebendo a alcunha de Latininho, dada pelo apresentador Fausto Silva). O caso levantou o IBOPE do programa, chegando a alcançar 30 pontos de audiência (enquanto que o seu principal concorrente, o Domingo Legal, possuía apenas 16 pontos). O programa causou muita polêmica e protestos por parte da mídia e do Juizado de Menores do Rio de Janeiro, a ponto do então vice-presidente de operações da TV Globo, José Bonifácio de Oliveira Sobrinho, emitir um memorando interno (escrito a mão momentos após ter assistido em sua casa a exibição do programa) proibindo exibições de quadros ou programas que apresentassem atos de baixaria, sensacionalismo ou que ferissem o chamado Padrão Globo de Qualidade. Em 2001, a emissora seria condenada pela justiça a indenizar Rafael em R$ 1 milhão.
Em 26 de outubro de 1997, para tentar desbancar o Domingo Legal, o programa estreou o polêmico "Sushi Erótico" — comida japonesa servida sobre o corpo de uma modelo japonesa nua — e acabou provocando inúmeros protestos dos telespectadores e até do Governo Federal. Após isso, outras emissoras aproveitaram o fato e passaram a exibir outras atrações para ganhar audiência no horário nobre.
Em julho de 1998, Faustão e a Globo foram condenados pela desembargadora Áurea Pimentel Pereira, da 7ª Câmara Cível do Tribunal de Justiça do Estado do Rio de Janeiro, a pagarem uma indenização no valor de R$50.000 ao operador de câmera Ivanildo Raimundo da Silva, conhecido pelas gozações que sofria, sendo chamado de "o homem que não sorri". Após ser demitido em fevereiro de 1995, Ivanildo entrou com um processo pedindo uma indenização de R$1.000.000 por perdas e danos morais e materiais decorrentes pelas humilhações. A desembargadora determinou que a Procuradoria Geral do Estado analise os possíveis excessos no programa, que considera como "baixo nível moral que impera no programa". Ivanildo chegou a anunciar que iria recorrer por considerar a quantia determinada irrisória, mas segundo jornais e revistas da época, aceitou a quantia da indenização.
Em agosto de 1998, o programa levou ao ar uma tentativa de entrevista com Denise Tacto, então esposa do ator Gerson Brenner, que havia sofrido um grave acidente de carro, o retirando do elenco de Corpo Dourado durante a reta final desta novela. No entanto, o SBT também tentou entrevistar a modelo no Domingo Legal, o que gerou uma grande discussão ao vivo entre as equipes dos dois programas, levando a jornalista Sonia Abrão a acusar a TV Globo de censura num desabafo que se tornou um dos mais emblemáticos da guerra de audiência nos domingos. No IBOPE, Faustão acabou levando a melhor contra o Gugu registrando 26 pontos contra 20 do principal concorrente.
Uma entrevista do cantor Belo exibida em 4 de agosto de 2002 causou polêmica por conta do apresentador Faustão defender o cantor das acusações de envolvimento com o tráfico de drogas no Rio de Janeiro. Após a exibição do programa, o Fantástico exibiu reportagem onde apresentava mais provas contra Belo (incluindo áudios de ligações telefônicas obtidos pela polícia), de forma que sua defesa ficaria insustentável. Posteriormente o apresentador admitiu que errou ao defender o cantor.
Em 27 de agosto de 2006, durante a exibição da Dança no Gelo, o casseta Marcelo Madureira, um dos jurados do quadro, deu nota 5 para todos os participantes. No domingo seguinte, após críticas, Madureira emitiu uma nota, esclarecendo o que aconteceu, pediu desculpas e afirmou que no dia em questão, estava tentando fazer um personagem feliz, o que não deu certo.
Em 5 de fevereiro de 2012, comentando o suposto estupro no programa Big Brother Brasil 12, Faustão defendeu o direito do ex-participante Daniel, o acusado por ter cometido tal ato, de se defender, dando sua versão em seu Domingão, e de, com isso, fazer com que o público decidisse se o brother voltaria ou não à casa. Contudo, o apresentador acabou batendo de frente nos bastidores, pois colocou novamente à tona um assunto que já caía no esquecimento. Via Twitter, o diretor do reality show, Boninho, rebateu Fausto Silva, afirmando que o responsável pelo programa dominical vespertino da TV Globo "não cuida do BBB".
Em 3 de março de 2013, durante a entrega do prêmio Melhores do Ano, promovido por seu programa, o apresentador criticou os atores Marcos Caruso e Eliane Giardini no ar, sem ao menos se dar conta do motivo da ausência da dupla, indicada à premiação. Tal atitude deixou o alto escalão global indignado. No ano seguinte o apresentador, reconheceu que errou, e pediu desculpas para os atores.
Em 30 de março de 2014, a EX-BBB Tatiele Polyana, participou do programa e se estranhou com o apresentador, após afirmar ter recebido várias propostas de trabalho, mas que se nada desse certo, ela iria virar bailarina do programa. Visivelmente irritado, Faustão rebateu o comentário e disse que ela já estava velha para isso e disparou: "Para ser bailarina, precisa começar desde cedo. Olha, não é assim, não. As bailarinas tem que estudar bastante". A repórter e ex-bailarina do programa, Carol Nakamura, concordou com o apresentador e ressaltou: "Eu tinha dito que gostava tanto de você. A gente estuda muito, ensaia muito. Para se formar, são nove anos". Tatiele rebateu: "Não, eu sei. Mas eu estudei. Fiz jazz e tal". Assim que Tatiele deixou o palco, Faustão disse: "ela pode estar nervosa, mas ser bailarina não é mole, não". Depois de apresentar um outro quadro, Faustão ainda voltou no assunto, inconformado: "Aí a outra vem aqui e fala das bailarinas. Elas dançam 4 horas e ensaiam 5 dias por semana". Após o ocorrido, os BBB's deixaram de participar do programa.
Em 16 de agosto de 2015, no Arquivo Confidencial, em uma homenagem ao ator Caio Castro, foi revelado que ele dançou valsa com uma adolescente de 15 anos com câncer, que havia falecido por causa da doença na sexta-feira anterior ao programa (14). Isso gerou inúmeras críticas por parte da mídia, supondo que o programa quisesse dar audiência por causa da morte da garota. Pouco tempo depois, Caio desmentiu o constrangimento.
Em 6 de março de 2016, em uma participação de Rodrigo Santoro no programa, Faustão citou a atriz Renée de Vielmond, em um trabalho que fizeram juntos, alegando que a atriz havia falecido e deixou saudades. Entretanto, Renée está viva, o que gerou inúmeras controvérsias na mídia. Pouco depois, o apresentador corrigiu o erro.
Em 24 de abril de 2016, no quadro Ding Dong durante a conversa com a atriz Yanna Lavigne, Fausto trocou o ano da novela Salve Jorge, que Yanna se apresentou, de 2012 para 2002. No mesmo dia, é anunciada a saída de Carol Nakamura do programa para a mesma se dedicar à carreira de atriz.
No dia 1 de maio de 2016, Nakamura reaparece no programa no quadro Ding Dong, mesmo após ter o deixado no último domingo. O ocorrido foi que o quadro havia sido gravado antes de sua saída do dominical, causando a confusão. No mesmo dia, é anunciado que Faustão veta a presença do apresentador Rafael Cortez no programa, devido às suas piadas no domingo anterior, no quadro Ding Dong. Ainda no mesmo dia, Bruno de Luca é dispensado após trabalhar como repórter por apenas 2 meses. Segundo a Central Globo de Comunicação, o contrato do rapaz era de apenas 60 dias.
No dia 22 de maio de 2016, o ator Rafael Vitti, no quadro Truque Vip, estrelou um truque de escapismo com espadas, onde foi amarrado em uma cama e precisava se soltar antes de espadas caírem sobre ele. Acontece que uma das bailarinas tropeçou na estrutura, acionando a parte superior onde estavam as lâminas. Uma das espadas acabou caindo antes do esperado e quase o feriu. Diante do ocorrido, Faustão pediu que o quadro fosse menos perigoso dali em diante.
Em 19 de junho de 2016, o programa enfrentou alguns problemas técnicos no quadro Iluminados. Na primeira música do quadro, no qual seis cantores disputam a preferência do público e dos jurados cantando diferentes trechos de uma mesma canção, o som da música "Bang", de Anitta, parou, e uma participante, confusa, não cantou: "A Aline está fora da votação porque ela não pode ser prejudicada por uma falha no som. Perguntei e falaram que deu problema no sistema. Tudo hoje em dia é problema no sistema", disse Faustão. A segunda questão foi a iluminação. Irritado, Fausto disse que já se acidentou no palco: "Eu já caí uma vez nessa porra aqui. Parece 'cassetada'. Brincadeira isso aqui."  Ainda no mesmo dia, o apresentador causou polêmica ao defender a operação Lava-Jato e criticar cotas para estudantes.
Em 25 de setembro de 2016, Faustão critica a proposta do Governo Temer de excluir a obrigatoriedade de educação física e artes no Ensino Médio. O apresentador disse: "A educação física os caras iam tirar. Essa porra desse governo nem começou, não sabe se comunicar e já faz a reforma sem consultar ninguém", "Então, o país que mais precisa de educação faz uma reforma com cinco gatos pingados que não entende porra nenhuma, que não consulta ninguém e aí, de repente, tira a educação física, que é fundamental na formação do cidadão", disse. "Aí, quando você percebe, um país como esse, que tem uma saúde de quinta [categoria], não tem segurança, não tem emprego, não tem respeito a profissões básicas. O país que não respeita professor, pessoal da polícia e pessoal da área de saúde e um país que não oferece o mínimo ao seu cidadãos." O Ministério da Educação não se pronunciou sobre o desabafo de Fausto Silva.
No dia 1º de outubro de 2017, Elza Soares estava no quadro Ding Dong e, após a artista se apresentar, Fausto Silva comentou: "Ela é igual massa de pão, quanto mais bate, mais cresce", remetendo à garra de Elza perante as dificuldades da vida. Porém, a cantora já foi vítima de violência doméstica e o comentário foi visto como inconveniente.
Em 6 de outubro de 2019, durante a Dança dos Famosos, após a apresentação da atriz Dandara Mariana, Faustão comentou: "essa raça é sacanagem, na dança, no esporte, e também em outras coisas". O comentário foi tachado como tendo teor racista pela Web.
Em 9 de fevereiro de 2020, Fausto Silva contestou a posição do Clube de Regatas do Flamengo em relação a indenização as famílias das vítimas do Incêndio no Ninho do Urubu no dia 8 de fevereiro de 2019, 1 ano depois da tragédia. O depoimento de Faustão no entanto, aconteceu bem no meio da disputa judicial entre a TV Globo e o Clube Carioca com relação aos direitos de transmissões de importantes campeonatos de futebol como o Campeonato Brasileiro de Futebol, Campeonato Carioca de Futebol e a Copa Libertadores da América. Por conta disso, no dia 16 de fevereiro de 2020, uma semana depois da polêmica, foi exibido nos créditos do programa o direito de resposta concedido ao Flamengo.
Em 2007, a diretora Angela Sander foi encontrada morta em seu apartamento. Em 2023, o ex-diretor-geral do “Domingão do Faustão” Alberto Luchetti, fez acusações graves a Fausto Silva, numa entrevista ao repórter Valmir Moratelli, da revista “Veja”. Segundo Alberto Luchetti: "Uma moça, Angela Sander, de tão perseguida por ele [Faustão], tomou remédio e cometeu suicídio. Foi uma desgraça que a Globo tentou esconder por todos os meios. Eu já estava fora. Ela estava tão desesperada, ele humilhou tanto ela, que um dia tomou remédio, foi dormir e não acordou mais”.

## Denúncias
Em 2003 o programa entrou na lista da campanha "Quem Financia a Baixaria é Contra a Cidadania", que é formada por denúncias de telespectadores e pelo Comitê de Acompanhamento da Programação (CAP), onde estão como representantes mais de 60 entidades que assessoram a Comissão de Direitos Humanos e Minorias da Câmara dos Deputados para criar o "Ranking da Baixaria na TV". As principais queixas da população que formaram a lista, era de apelo sexual, incitação à violência, exposição das pessoas ao ridículo e discriminação.

## Prêmios e Indicações
| Ano  | Prêmio                    | Categoria                    | Indicado            | Resultado | Ref.   |
| ---- | ------------------------- | ---------------------------- | ------------------- | --------- | ------ |
| 2004 | Prêmio Extra de Televisão | Melhor Programa de Auditório | Domingão do Faustão | Indicado  |        |
| 2005 | Prêmio Extra de Televisão | Melhor Programa de Auditório | Domingão do Faustão | Indicado  |        |
| 2006 | Prêmio Extra de Televisão | Melhor Programa              | Domingão do Faustão | Indicado  |        |
| 2009 | Prêmio Extra de Televisão | Melhor Programa              | Domingão do Faustão | Indicado  |        |
| 2010 | Prêmio Extra de Televisão | Melhor Programa              | Domingão do Faustão | Indicado  |        |
| 2013 | Prêmio Extra de Televisão | Melhor Apresentador          | Fausto Silva        | Indicado  |        |
| 2014 | Troféu Internet           | Programa de Auditório        | Domingão do Faustão | Indicado  |        |
| 2015 | Troféu Internet           | Programa de Auditório        | Domingão do Faustão | Indicado  |        |
| 2016 | Troféu Internet           | Programa de Auditório        | Domingão do Faustão | Indicado  | [ 51 ] |
| 2017 | Troféu Internet           | Programa de Auditório        | Domingão do Faustão | Indicado  |        |
| 2018 | Troféu Internet           | Programa de Auditório        | Domingão do Faustão | Indicado  |        |
| 2019 | Troféu Internet           | Programa de Auditório        | Domingão do Faustão | Indicado  |        |